# 比尔·克利里
比尔·克利里（英語：Bill Cleary，1934年8月19日—），美国男子冰球运动员。他曾代表美国国家队参加1956年和1960年冬季奥林匹克运动会冰球比赛，获得一枚金牌和一枚银牌。

## 家庭
弟弟鲍勃·克利里。